# Храм Баалшамина
Храм Баалшамина (араб. معبد بعل شمين‎) — древний храм в городе Пальмира (Сирия), посвящённый ханаанскому божеству Баалшамину. Храм был построен в 131 году, в то время как алтарь перед храмом датировался 115 годом. С распространением христианства в V веке храм был превращён в церковь. Открыт швейцарскими археологами в 1954—1956 годах. Во время сирийской гражданской войны в 2015 году разрушен «Исламским государством» (ИГ) после захвата им Пальмиры.

## Архитектурный стиль
Изначально храм был частью обширного участка из трёх дворов и представлял собой сочетание восточного и римского архитектурных стилей. Пропорции и капители храма были римские, а элементы над архитравом и боковыми окнами представляли восточную традицию с акантовым орнаментом коринфского ордера, указывавшим на египетское влияние. В храме был шестиколонный пронаос со следами консолей и целла. Боковые стены были украшены пилястрами. Надпись на греческом и пальмирском на опоре колонны, поддерживавшей бюст благодетеля храма Мале Агриппы, свидетельствовала, что храм был построен в 131 году. В надписи также упоминался визит императора Адриана в Пальмиру в 129 году.

## Разрушение
Отдельные части храма были повреждены взрывами в 2013 году. Юго-восточный угол стены храма был повреждён грабителями, которые сделали два отверстия, чтобы вынести мебель из гостевого дома.
Летом 2015 года ИГ разрушило храм, заложив большое количество взрывчатки. По данным организации Syrian Observatory for Human Rights, это произошло в июле. О разрушении храма сообщил глава Генерального директората древностей и музеев Маамун Абдулкарим. Взрыв храма произошёл после сообщений о заявлении ИГ, что организация не намерена сносить объекты всемирного наследия в Пальмире, но будет уничтожать все «политеистические» памятники.